# TNCスピーク
『TNCスピーク』は、テレビ西日本で放送されていた昼のニュース番組（『FNNスピーク』の福岡県ローカルパート）。協力：西日本新聞。1987年10月1日に『TNCニューススピーク』（正確にはFNNニューススピーク TNC）。

## ニュースキャスター

### 現在
- TNCアナウンサー

### 過去
- 土曜日：女性契約アナウンサー

## 放送時間
| 期間      | 期間      | 放送時間（JST）        | 放送時間（JST）        | 放送時間（JST）        |
| 期間      | 期間      | 月曜日 - 金曜日        | 土曜日                 | 日曜日                 |
| --------- | --------- | ---------------------- | ---------------------- | ---------------------- |
| 1987.10.1 | 1992.3.27 | 11:30 - 12:00 （30分） | （放送無し）           | （放送無し）           |
| 1992.3.30 | 1999.3.27 | 11:30 - 12:00 （30分） | 11:30 - 12:00 （30分） | （放送無し）           |
| 1999.3.29 | 2002.9.28 | 11:30 - 12:00 （30分） | 11:30 - 11:45 （15分） | （放送無し）           |
| 2002.9.30 | 2014.3.31 | 11:30 - 12:00 （30分） | 11:45 - 12:00 （15分） | （放送無し）           |
| 2014.4.1  | 2016.3.26 | 11:30 - 11:55 （25分） | 11:45 - 12:00 （15分） | （放送無し）           |
| 2016.3.28 | 2018.4.1  | 11:30 - 11:55 （25分） | 11:50 - 12:00 （10分） | 11:50 - 12:00 （10分） |

## タイムテーブル

### 平日版
2014年3月31日まで
- 11:30- 『FNNスピーク』オープニング・全国ニュース
- 11:46.45- 提供出し（無い日もある）・CM1
- 11:47.45- 福岡県内ローカルニュース・天気予報
- 11:53.20- CM2
- 11:55.05- スピークNEW!・スピークフラッシュ
- 11:57.10- 提供出し（無い日もある）・エンディング

### 土曜版
- 11:45- 『FNNスピーク』オープニング・全国ニュース
- 11:53.30- CM1
- 11:54頃- 福岡県内ローカルニュース・天気予報
- 11:57- CM2
- 11:57.30- エンディング

## 備考
- TNCの公式サイトにある番組表や地上デジタル放送のEPG、タイトル表示では1987年10月から2003年3月まで「FNNニュース スピーク」と表記されていた。
- 2003年3月28日までは、TNC独自のオープニングとエンディングを使用していた。
- 平日11:46.40のローカル枠ジングルは、TNCからお天気カメラの映像と音楽を送出している。ちなみに音楽は、旧バージョン（メロディー自体は同じだが、落ち着いたメロディーのもの[独自研究?]）のままである。
- 2008年3月31日のリニューアル以降は、音楽が提供ジングルと同じで『FNNスピーク』となる（※同時に「つづいて福岡から」と出すが、出さない日もある）。さらに2012年4月2日のリニューアルからは、CM入り前のジングルを若干短くした物になった。
- 土曜日11:53.25のローカル枠ジングルは、2008年9月時点では放送されていない。
- ローカルニュースのテロップはリニューアルしたものであるが、アニメーションはフジテレビのものとは違う。
- 右上表示もあり、アニメーションもある。地デジとワンセグでは、画面端にFNNスピークのロゴが表示されている。